# Zune (GUI)
Zune es una interfaz gráfica de usuario orientada a objeto que es parte del proyecto AROS (AROS Research Operating System) y muy cercanamente es un clon, tanto a nivel de API como de apariencia y aspecto, de Magic User Interface (MUI), un conocido producto de Amiga bajo licencia shareware escrito por Stefan Stuntz.
Zune está basado en el sistema BOOPSI, la base heredada del AmigaOS para la programación orientada a objetos en C. Las clases de Zune no derivan de las clases existentes de gadgets BOOPSI; en su lugar, la clase Notify (clase base de la jerarquía de Zune) deriva de la clase raíz de BOOPSI.